# Omanana duodens
Omanana duodens är en insektsart som beskrevs av Delong 1944. Omanana duodens ingår i släktet Omanana och familjen dvärgstritar. Inga underarter finns listade i Catalogue of Life.